# Expedició Amundsen
La primera expedició a arribar al pol Sud Geogràfic fou encapçalada per l'explorador noruec Roald Amundsen. Ell i quatre companys arribaven al pol el 14 de desembre de 1911, cinc setmanes abans que una expedició britànica encapçalada per Robert Falcon Scott anomenada Expedició Terra Nova. Amundsen i el seu equip retornaven de manera segura a la base, i més tard, s'assabentaven que Scott i els seus quatre companys havien mort en el viatge de retorn.
Els plans inicials d'Amundsen s'havien centrat en l'Àrtida i la conquesta del pol Nord per mitjà d'un vaixell trencagel. Amb aquest fi obtingué l'ús del vaixell d'exploració polar de Fridtjof Nansen, el Fram, i emprengué una extensiva campanya de recollida de fons per a l'expedició. Les preparacions per a aquesta expedició s'interromperen quan, el 1909, els exploradors americans Frederick Cook i Robert E. Peary afirmaren per separat haver arribat al pol Nord. Amundsen llavors canvià els seus plans i es començà a preparar per una conquesta del pol Sud. Insegur de fins a quin punt l'opinió pública i els seus partidaris li donarien suport, guardà en secret el canvi de plans. Fins a l'inici de l'expedició, el juny de 1910, la majoria de membres de la tripulació creien que s'estaven embarcant en una expedició àrtica.
Amundsen establí la seva base Antàrtica, la Framheim, a la badia Balenes a la barrera de gel de Ross. Després de mesos de preparació, d'establir magatzems d'aprovisionament i d'una sortida nul·la que gairebé acaba en tragèdia, ell i la seva expedició partiren cap al pol l'octubre de 1911. Durant el viatge descobriren la glacera d'Axel Heiberg, que seguiren durant la ruta cap a l'altiplà polar i finalment cap al pol Sud. El domini dels membres de l'expedició de l'ús d'esquís i la seva perícia amb gossos de trineus asseguraren un viatge relativament poc problemàtic. Entre els altres èxits de l'expedició es compten la primera exploració de la península d'Eduard VII i una extensa exploració oceanogràfica.
Encara que l'èxit de l'expedició fou molt aclamat, la història del fracàs heroic de Scott eclipsà la seva consecució. De la mateixa manera, alguns sectors criticaren molt la decisió d'Amundsen de mantenir en secret els seus autèntics plans. Això no obstant, els historiadors polars recents han reconegut sense reserves l'habilitat i valor de l'expedició d'Amundsen. La base científica permanent al pol porta el seu nom, juntament amb el de Scott.

## Antecedents

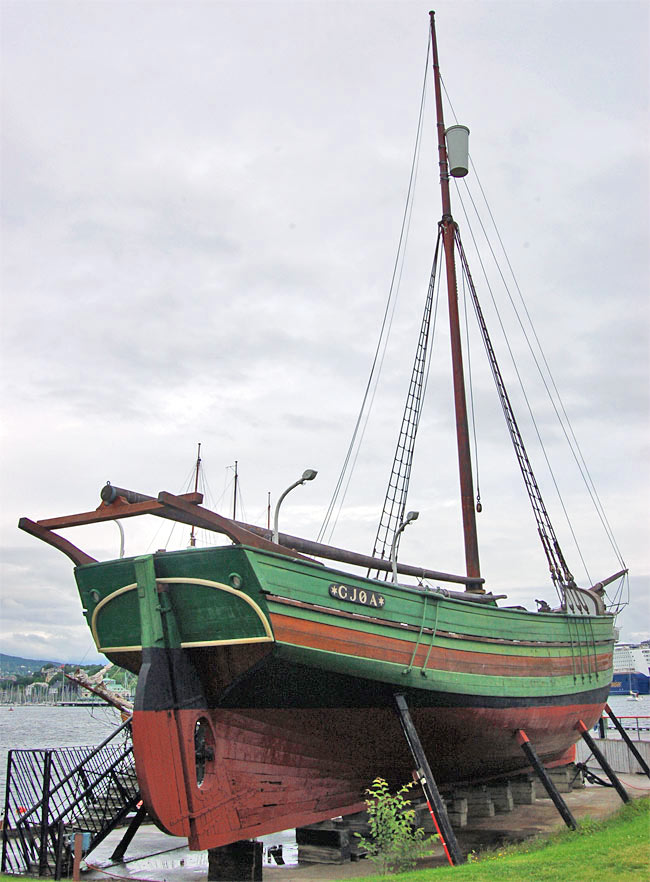
Gjøa, el petit sloop amb el qual Amundsen i la seva tripulació conquerien el pas del Nord-oest, 1903-06

Amundsen nasqué prop de Christiania (actual Oslo), Noruega, el 1872, fill d'un propietari de vaixells. El 1893, abandonà els estudis mèdics a la Christiania University i s'enrolà com a mariner dalt del foquer Magdalena en un viatge a l'Àrtida. Després de participar en una sèrie de viatges similars fou promocionat a segon oficial. Quan no era a la mar, Amundsen desenvolupà les seves habilitats com a esquiador en l'ambient dur d'Hardangervidda (Noruega). El 1896, inspirat per les proeses polars del seu conciutadà Fridtjof Nansen, Amundsen s'uní a l'Expedició Belga de l'Antàrtic com a oficial, a bord del Bèlgica, sota les ordres d'Adrien de Gerlache. A principis del 1898 el vaixell es quedà atrapat per la banquisa al mar de Bellingshausen on es quedà durant gairebé un any. L'expedició es convertí així, involuntàriament, en la primera a passar un hivern complet en aigües de l'Antàrtic, un període marcat per la depressió, la inanició, la bogeria, i l'escorbut entre els membres de la tripulació. Amundsen romangué desapassionat, enregistrant-ho tot i fent servir l'experiència com a educació en tots els aspectes de tècniques d'exploració polars, especialment assistència, vestimenta i dietes.
El viatge del Bèlgica marcà el començament del període que posteriorment es coneixeria com l'Edat heroica de l'exploració de l'Antàrtida i fou succeïda per una sèrie d'expedicions patrocinades pel Regne Unit, Suècia, Alemanya i França. Tanmateix, en el seu retorn a Noruega el 1899, Amundsen desvià l'atenció cap al nord. Segur de les seves habilitats per encapçalar una expedició, planejà una travessia a través del pas del Nord-oest, la via marítima desconeguda en aquell temps entre l'Atlàntic i el Pacífic a través del laberint d'illes del Nord del Canadà. Havent assolit el grau de capità, Amundsen comprà un petit sloop, el Gjøa, que servia a les necessitats del viatge per l'oceà Àrtic. Havent-se assegurat el patrocini d'Òscar II de Suècia, el suport de Nansen i ajuda financera, Amundsen començà l'expedició el juny de 1903 amb una tripulació de sis homes. El viatge durà fins al 1906 i aconseguí el seu propòsit de conquerir el pas del Nord-oest A l'edat de 34 anys, Amundsen es convertí en un heroi nacional.
Les expedicions polars tant al pol Nord com al pol Sud eren molt actives durant aquest període. El novembre de 1906 l'americà Robert Peary retornà de la seva última travessia infructuosa al pol Nord, afirmant que havia arribat al paral·lel 87, una marca discutida per historiadors posteriors, i immediatament començà la recollida de fons per a un altre intent. Amb Frederick Cook, un anterior company d'Amundsen en el Bèlgica, salpà cap al nord en un, aparentment, viatge de cacera però que es rumorejava que realment era un intent d'expedició al pol Nord. Un mes més tard l'Expedició Nimrod, liderada per Ernest Shackleton salpà cap a l'Antàrtida, mentre Robert Falcon Scott preparava una altra expedició (la Terra Nova) pel cas que Shackleton fracassés. Amundsen no veia cap raó per cedir prioritat als britànics en el pol Sud, i parlà públicament sobre les perspectives de dirigir una expedició antàrtica, encara que el seu objectiu preferit seguia essent el pol Nord.

## Preparació

### Nansen i elFram

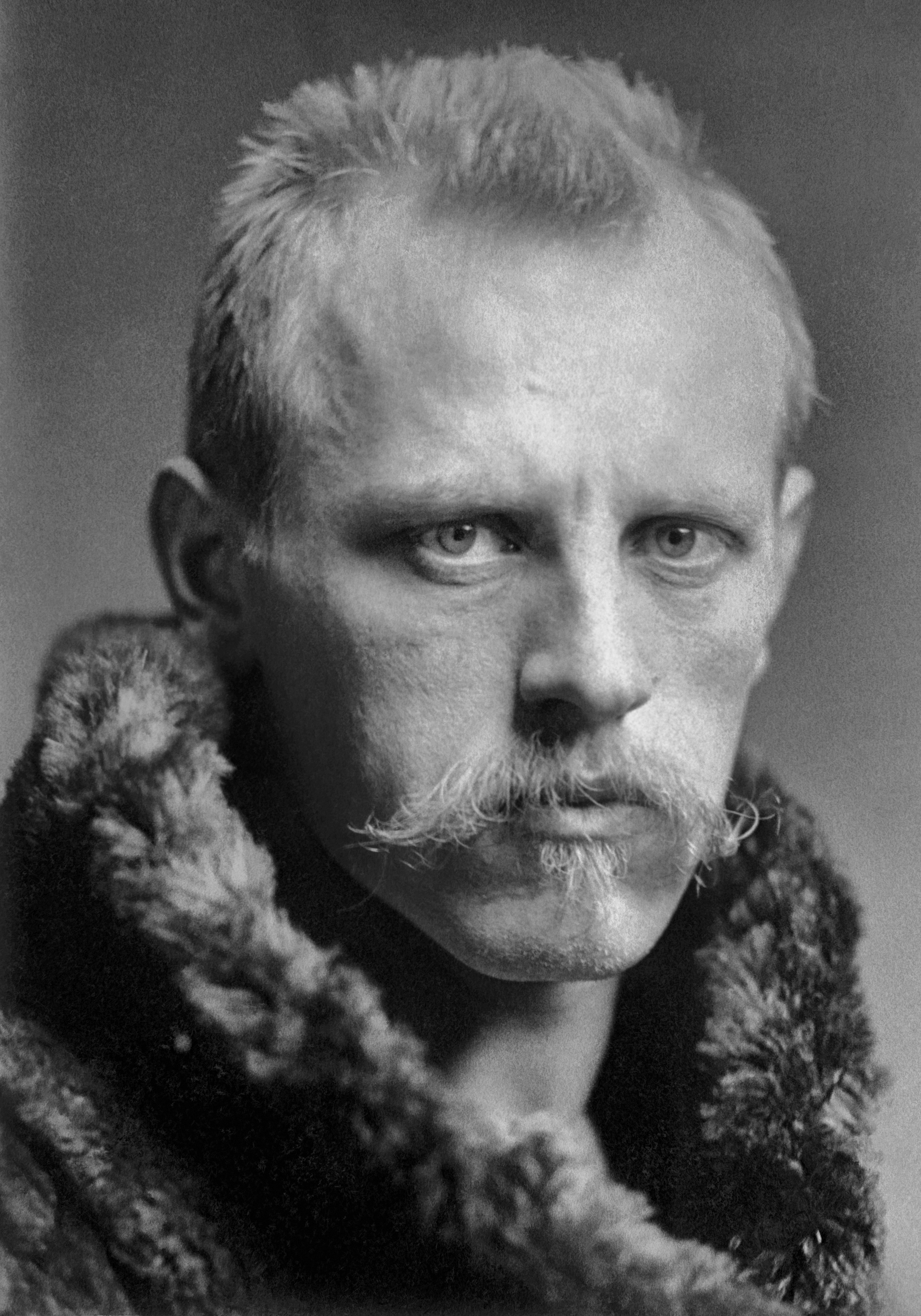
Les expedicions àrtiques de Fridtjof Nansen d'entre 1893 i 1896, inspiraren Amundsen.

El 1893 Nansen havia conduït el seu vaixell, el Fram, a través de la banquisa àrtica de la costa del nord de Sibèria posant rumb cap a Groenlàndia, esperant que per aquesta ruta podria arribar al pol Nord, però resultà infructuosa. L'intent de Nansen i Hjalmar Johansen d'arribar-hi a peu fou igualment fallit. No obstant això, l'estratègia de Nansen es convertiria en la base dels plans àrtics d'Amundsen. Amundsen raonà que si entrava a l'oceà Àrtic a través de l'estret de Bering, a l'est del punt de partida de Nansen, el vaixell aconseguiria un rumb més septentrional i passaria a prop o a través del pol.
Amundsen consultà Nansen, que insistí que el Fram era l'únic vaixell capaç d'assumir tal compromís. El Fram havia estat dissenyat i construït entre 1891 i 93 per Colin Archer, el constructor i enginyer naval més prestigiós de Noruega, d'acord amb les especificacions exactes de Nansen per tal de resistir una prolongada exposició a les més dures condicions de l'Àrtida. El tret més distintiu del vaixell era el seu buc arrodonit que, segons Nansen, permetia al vaixell «relliscar com una anguila escapant-se de les abraçades del gel». A més el buc era folrat de Chlorocardium sud-americà, la fusta més dura disponible, i bigues elàstiques de punta a punta. L'amplada del buc de 10,9 metres per 39 de llargada li donava una aparença marcadament rabassuda. Aquesta forma millorava la seva força en el gel però afectava la seva actuació al mar obert, on es movia amb dificultat i s'inclinava de forma incòmoda. Tanmateix, el seu aspecte, velocitat, i les qualitats de navegació eren secundaris en relació amb el fet de proporcionar un refugi segur i calent per a la tripulació durant un viatge que es podria prolongar durant uns quants anys.
El Fram havia emergit virtualment il·lès de l'expedició de Nansen després de gairebé tres anys en el gel polar. En el seu retorn s'havia reparat, per a una expedició de quatre anys sota el comandament d'Otto Sverdrup, destinada a descriure i explorar uns 260.000 km quadrats de territori inhabitat a les illes del Nord del Canadà. Després de la fi del viatge de Sverdrup el 1902 el Fram arribava a Christiania. Encara que el vaixell era tècnicament propietat de l'estat, estava tàcitament admès que Nansen tingués la primera opció de reclamar-lo. Després del seu retorn de l'Àrtida el 1896 havia aspirat a utilitzar el Fram en una expedició Antàrtica, però per 1907 tals esperances s'havien esvaït. El setembre d'aquell any, Amundsen fou cridat a casa de Nansen on se li comunicà que podia disposar del vaixell.

### Passos Inicials
Amundsen feu públics els seus plans el 10 de novembre de 1908, en una reunió de la Societat Geogràfica Noruega. Portaria el Fram a rodejar el Cap d'Hornos, al Pacific, i, després de passar per San Francisco, el vaixell continuaria cap al nord, a través de l'estret de Bering fins a la Punta Barrow. Des d'aquí posaria rumb directament a través del gel per començar un viatge que duraria uns quatre o cinc anys. La part científica del viatge seria tan important com l'exploració geogràfica. Les contínues observacions que es durien a terme haurien de servir per tractar un cert nombre de problemes sense resoldre. El pla fou rebut amb entusiasme, i l'endemà el Rei Haakon obrí una llista de subscripcions amb un regal de 20.000 corones noruegues. El 6 de febrer de 1909, el Parlament Noruec aprovava una subvenció de 75.000 corones per reparar el vaixell. La recollida de fons i la direcció comercial de l'expedició es posava a les mans del germà d'Amundsen, Leon, de manera que l'explorador es pogués concentrar en els aspectes més pràctics de l'organització.
El març de 1909 s'anuncià que Shackleton havia arribat a una nova màxima latitud sud de 88°23′ (uns 160 km del pol), com Amundsen mateix admeté, ja només quedaven uns pocs passos per conquerir la fita. Elogià sense reserves la fita de Shackleton, escrivint que Shackleton era l'equivalent del sud de Nansen al nord. Seguint la mateixa línia, Robert Falcon Scott immediatament confirmava la seva intenció d'encapçalar una expedició (que es convertiria en l'Expedició Terra Nova) que faria els «pocs passos" pendents i reclamaria el premi per a l'Imperi Britànic.

### Personal

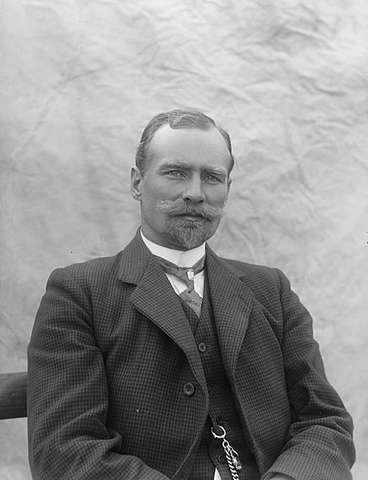
Sverre Hassel, veterà del Fram i membre de l'expedició d'Amundsen.

Amundsen escollí a tres lloctinents navals com a oficials de la seva expedició: Thorvald Nilsen, un explorador que seria el segon d'abord; Hjalmar Fredrik Gjertsen, i Kristian Prestrud. Gjertsen, malgrat que sense estudis de medicina, seria doctor d'expedició, i se l'envià a un «curs llampec» en cirurgia i odontologia. Un artiller naval, Oscar Wisting, fou acceptat per recomanació de Prestrud perquè podria deixar en les seves mans la majoria de les tasques. Encara que tenia poca experiència prèvia en trineus de gossos, Amundsen escrigué que Wisting desenvolupava «una manera de ser pròpia» amb ells, i esdevingué un veterinari afeccionat molt útil.
La primera elecció per a l'expedició era Olav Bjaaland, un campió d'esquí que era també fuster especialitzat i fabricant d'esquís. Bjaaland era de Morgedal a la província de Telemark a Noruega, una regió cèlebre pel coratge dels seus esquiadors i pionera en les tècniques modernes de Sondre Norheim. Amundsen compartia l'opinió de Nansen que els esquís i els gossos de trineus proporcionaven de bon tros el mètode més eficient de transport àrtic, i estava decidit a reclutar els conductors de gossos més hàbils. Helmer Hanssen, que havia demostrat el seu valor en l'expedició del Gjøa, acceptà viatjar amb Amundsen una altra vegada. L'acompanyà Sverre Hassel, un expert en gossos, i veterà de l'expedició de Sverdrup a bord del Fram (1898-1902) que inicialment pretenia només viatjar amb Amundsen fins a San Francisco. Conscient del valor d'un cuiner competent, Amundsen s'assegurà els serveis d'Adolf Lindstrøm, un altre veterà de Sverdrup que havia estat cuiner a bord del Gjøa.
De les seves experiències a bord del Bèlgica i el Gjøa, Amundsen havia après la importància de comptar amb companys estables i compatibles, i amb tot aquest personal experimentat sentia que havia completat el cor de l'expedició. Continuà reclutant homes durant tot 1909; contractant-ne fins a 19. Tots aquests excepte un eren eleccions personals d'Amundsen; l'excepció era Hjalmar Johansen, que es contractava a instàncies de Nansen. Des del seu viatge amb Nansen, Johansen havia estat incapaç d'establir-se a la vida normal i malgrat els esforços de Nansen i altres per ajudar-lo, la seva vida es convertí en una espiral de beguda i deute. Nansen desitjava donar una oportunitat final al seu camarada per demostrar que era encara un treballador capaç en el seu camp. Sentint que no podria rebutjar els desitjos de Nansen, Amundsen reticentment acceptava Johansen.
Entre els altres membres de la tripulació del Fram hi havia Alexander Kuchin, un estudiant d'oceanografia deixeble del professor Bjorn Helland-Hansen que, navegant amb el Fram, es convertiria en el primer rus a trepitjar la terra d'Antàrtida (Bellingshausen i Làzarev descobrien el continent el 1820, però mai no el trepitjaren). Mentre que l'expedició d'Amundsen se n'anava al pol Sud, Kuchin romangué al vaixell, completant un estudi oceanogràfic de l'oceà Antàrtic. Havia de retornar a Noruega amb un altre vaixell des de Buenos Aires, transmetent els materials oceanogràfics obtinguts per l'expedició a Helland-Hansen, però poc després moriria en un intent desafortunat de passar a través del pas del Nord-est que emprengué juntament amb Vladimir Rusanov.

### Canvi de plans

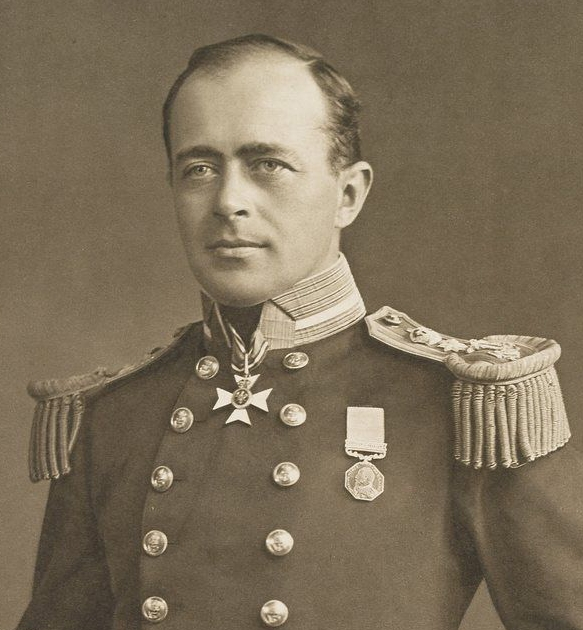
Robert Falcon Scott, el rival d'Amundsen per a l'expedició al pol Sud.

El setembre de 1909 la premsa es feu ressò del fet que Cook i Peary havien arribat per separat al pol Nord, Cook l'abril de 1908 i Peary un any més tard. Preguntat sobre el cas, Amundsen evità donar la seva aprovació a qualsevol dels dos, però afirmà que «probablement alguna cosa quedaria per fer». Encara que evitava la controvèrsia sobre les reclamacions respectives de Cook i Peary, Amundsen veié immediatament que els seus propis plans es veurien seriosament afectats. Sense l'atractiu de la captura del pol, lluitaria per mantenir l'interès públic i el finançament necessaris. «Si l'expedició se salva... no queda res per a mi a part d'intentar resoldre el gran problema, el pol Sud». Així Amundsen decidia anar-se'n cap al sud; l'expedició àrtica podria esperar «un any o dos» fins que el pol Sud s'hagués conquerit.
Amundsen no feu públic del seu canvi de plans. Com assenyala el biògraf de Scott, David Crane, el finançament públic i privat de l'expedició es reservava per al treball científic en l'Àrtida i no hi havia cap garantia que els partidaris entenguessin o acceptessin el canvi de plans. A més el canvi d'objectiu podria fer que Nansen revoqués l'ús del Fram, o que es proposés aturar l'expedició per por d'entorpir Scott i ofendre els britànics. Amundsen amagà les seves intencions a tothom excepte al seu germà Leon i el seu segon d'abord, Nilsen. Aquest secret portà certes dificultats, ja que Scott havia enviat a Amundsen instruments per permetre que les dues expedicions, als dos extrems del planeta, fessin proves científiques comparades. Quan Scott, arribà a Noruega per tal de provar els seus trineus de gossos, telefonà a Amundsen per parlar de cooperació entre les dues expedicions, però noruec no agafà la trucada.
El calendari de l'expedició, revisat en privat, exigia que el Fram salpés de Noruega l'agost de 1910 i navegués fins a Madeira, en la seva única escala. Des d'allà el vaixell continuaria directament cap al mar de Ross a Antàrtida, dirigint-se a la badia Balenes, una entrada a la barrera de gel de Ross (llavors coneguda com la «Gran barrera de Gel») on Amundsen pretenia establir el camp base. La badia Balenes era el punt més meridional al mar Ross al qual podria penetrar un vaixell, més proper al pol que la base de Scott a l'estret de McMurdo. Malgrat que entre 1907 i 1909 Shackleton havia considerat que el gel de la badia Balenes era inestable, després d'haver estudiat els registres de Shackleton, Amundsen decidí que la barrera s'assentava en un banc de sorra o roques i que era idònia per a una base segura i estable. Després del desembarcament, el Fram es dedicà a fer feines d'investigació oceanogràfica a l'Atlàntic abans de posar rumb al pol a principis de 1911.

### Transport, equip i subministraments

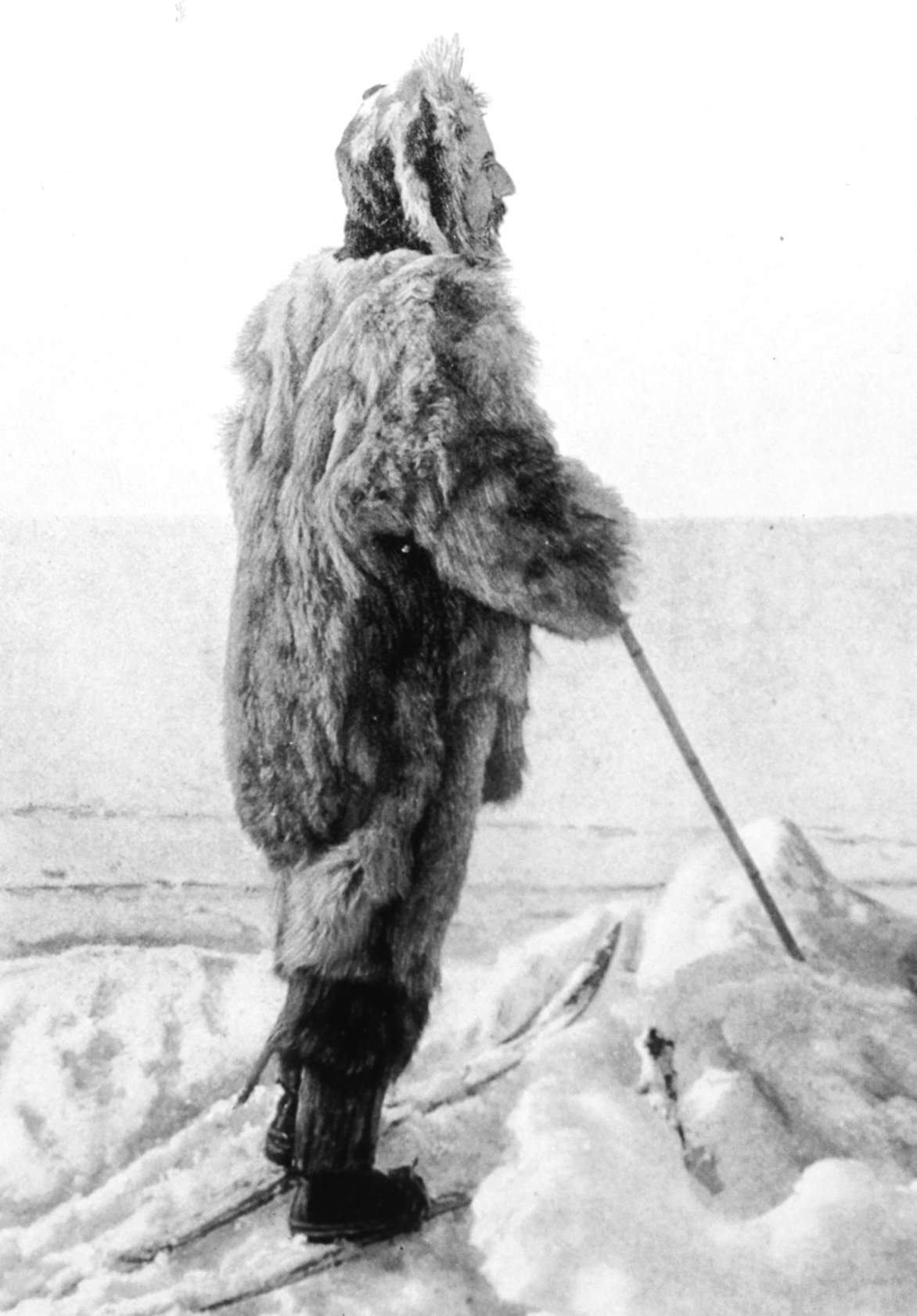
Amundsen amb el vestit que portaren durant l'expedició.

Amundsen no entenia l'aparent aversió dels exploradors britànics pels gossos: «Pot ser que el gos no entengui al seu amo? O és l'amo qui entén al gos»? escrigué. Després de prendre la decisió d'anar-se'n cap al sud encarregà 100 gossos del Nord de Groenlàndia, els millors i més forts que hi havia. A més de la seva durabilitat com a animals de càrrega, els gossos es podien servir per alimentar a altres gossos i podrien proporcionar carn fresca pels homes durant l'expedició polar.
Les botes d'esquís de l'expedició, especialment dissenyades per Amundsen, eren el producte de dos anys de proves i modificacions a la recerca de la perfecció. La roba incloïa vestits de pell de foca de Nord de Groenlàndia, i roba modelada segons l'estil dels Inuit des de pells de rens, pell de llops, roba de Burberry i gavardina. Els trineus eren construïts amb fusta noruega i calçats de hickory americans. Els esquís, també modelats amb hickory, eren especialment llargs per reduir la probabilitat de caure a través de les escletxes. Les tendes eren, en paraules d'Amundsen, «les més fortes i pràctiques que mai s'hagin usat». Per tal de cuinar durant l'expedició, Amundsen escollí el fogó de querosè en lloc del fogó especial ideat per Nansen, perquè creia que aquest ocupava massa espai.
De les seves experiències en el Belgica, Amundsen era conscient dels perills de l'escorbut. Encara que la causa veritable de la malaltia, la deficiència de vitamina C, no es comprenia a l'època, se sabia que la malaltia es podria contrarestar menjant carn fresca. Per tal de neutralitzar el perill, Amundsen planejava complementar la dieta amb racions suplementàries de carn de foca. També havia encarregat una classe especial de pemmican que incloïa verdures i farina de civada: «un menjar més estimulant, nutritiu i apetitós que aquest seria impossible de trobar», afirmava. L'expedició també tenia bones provisions de vins i licors, per a ser usats com a medicina i en ocasions festives o socials. Conscient de la pèrdua de moral en el Belgica, Amundsen proporcionava temps de lleure amb una biblioteca de al voltant de 3.000 llibres, un gramòfon amb gran quantitat de discos i una gamma d'instruments musicals.

### Sortida

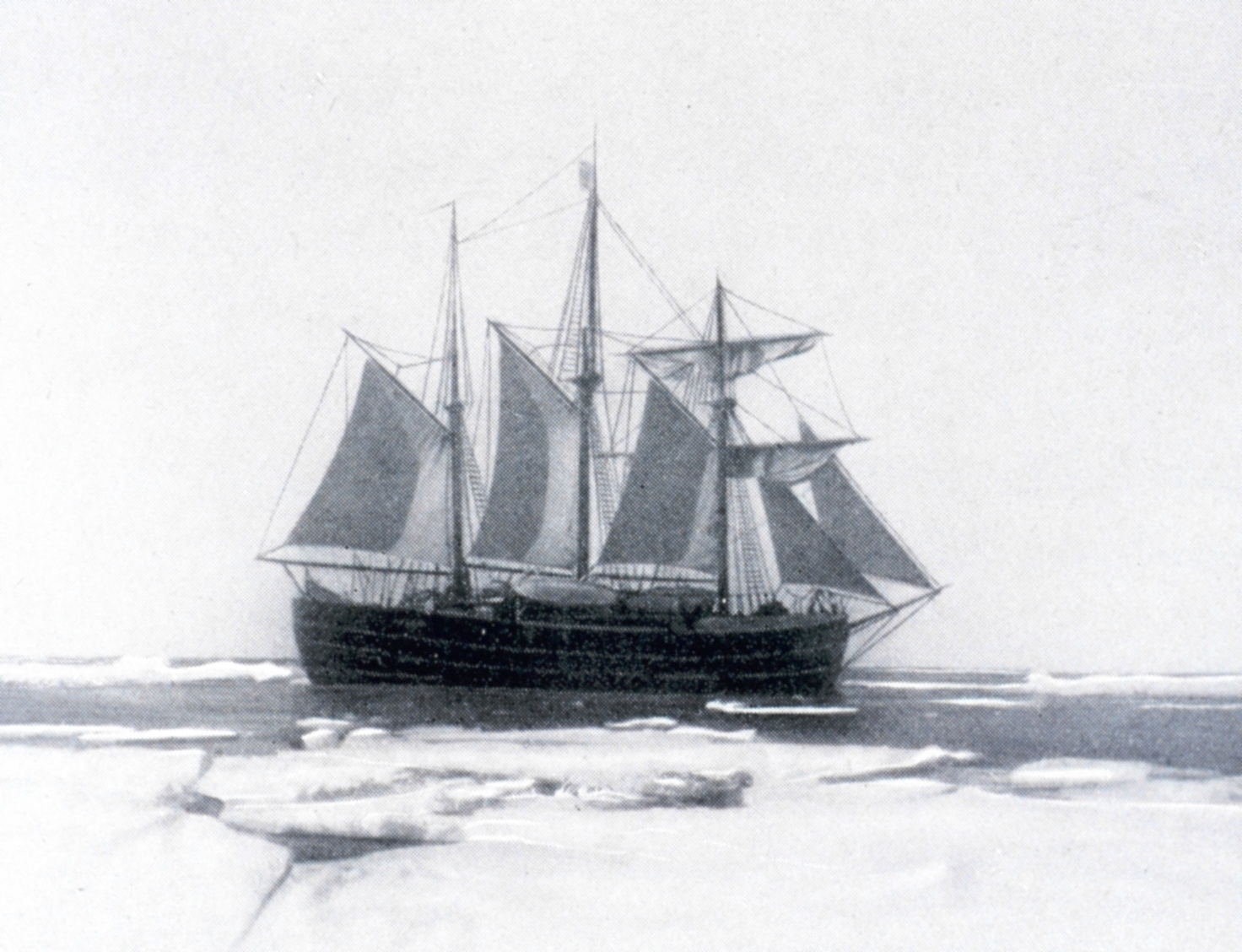
El Fram navegant en aigües de l'oceà Antàrtic.

En els mesos previs a la sortida es feu més difícil obtenir ingressos dels patrocinadors. A causa d'interès públic limitat, s'anul·laven tractes amb la premsa i el parlament rebutjava la petició d'unes 25.000 corones addicionals. Amundsen va haver d'hipotecar casa seva per tal de mantenir viva l'expedició. Fortament endeutat, Amundsen depenia en aquest moment de l'èxit de l'expedició per tal d'evitar la ruïna financera i personal.
Després d'un viatge de prova d'un mes al nord de l'Atlàntic, el Fram navegà a Kristiansand en a finals del juliol de 1910 per embarcar els gossos i fer preparacions finals per a la sortida. Mentre era a Kristiansand, Amundsen rebé una oferta d'ajuda de Peter «Don Pedro» Christopherson, un noruec expatriat el germà del qual era diplomàtic a Buenos Aires. Christopherson proporcionaria combustible i altres provisions al Fram a Montevideo o a Buenos Aires, una oferta que Amundsen acceptà agraït. Just abans que el Fram salpés el 9 d'agost, Amundsen revelà la destinació veritable de l'expedició als dos oficials júniors, Prestrud i Gjertsen. En el viatge de quatre setmanes fins a Funchal a Madeira, aparegué una certa incertesa entre la tripulació, que veia com algunes de les preparacions no tenien sentit i les preguntes dels quals trobaven evasives dels oficials. Això, diu el biògraf d'Amundsen Roland Huntford, era «suficient per generar sospita i minar la moral».
El Fram arribà a Funchal el 6 de setembre. Tres dies després Amundsen informà a la tripulació del canvi de plans. Els deia que pretenia fer «una marrada» pel pol Sud en la ruta cap al Nord, que era encara la seva autèntica destinació, però que s'hauria d'ajornar un temps. Després que Amundsen detallés el seu nou pla, a cada home se li va preguntar individualment si estava disposat a continuar, i tots respongueren positivament. Amundsen escrigué una llarga carta d'explicació a Nansen, accentuant el fet que les reclamacions de Cook i Peary sobre el pol Nord donaven un «cop mortal» als seus plans originals. Deia que se l'havia forçat a aquesta acció per necessitat, demanava perdó i expressava l'esperança que les seves consecucions expiarien en el fons qualsevol delicte.
Abans d'abandonar Funchal en 9 de setembre, Amundsen enviava un cable a Scott, per informar-lo del canvi de plans. El vaixell de Scott el Terra Nova havia sortit de Cardiff enmig d'una gran publicitat, i tenia previst arribar a Austràlia a principis d'octubre i fou a Melbourne on Amundsen envià el seu telegrama. No es donava cap indicació dels plans del noruec o de la seva destinació a l'Antàrtida: «Suposo que ho sabrem en el seu moment», escriví el secretari de Scott, John Scott Keltie a la Royal Geographical Society. Les notícies dels plans revisats d'Amundsen arribaven a Noruega a principis d'octubre i provocaven una resposta generalment hostil. Encara que Nansen donà la seva benedicció i aprovació, la premsa i el públic condemnà les accions d'Amundsen, i el finançament públic pràcticament quedà en zero. Les reaccions a la Gran Bretanya foren adverses, com era de preveure, i de la incredulitat inicial expressada per Keltie es passà a la ira i el menyspreu. «He enviat els detalls de la conducta clandestina d'Amundsen a Scott ... si jo fos ell, no els deixaria arribar a terra», escrigué Clements Markham, l'anterior i influent president de la RGS. Desconeixedor de les reaccions del món, el Fram seguí rumb cap al sud durant quatre mesos. Els primers icebergs es veieren el dia d'any nou de 1911 i la barrera el dia 11 de gener. Quatre dies després el Fram era a la badia Balenes.

## Primera estació, 1910-11

### Framheim

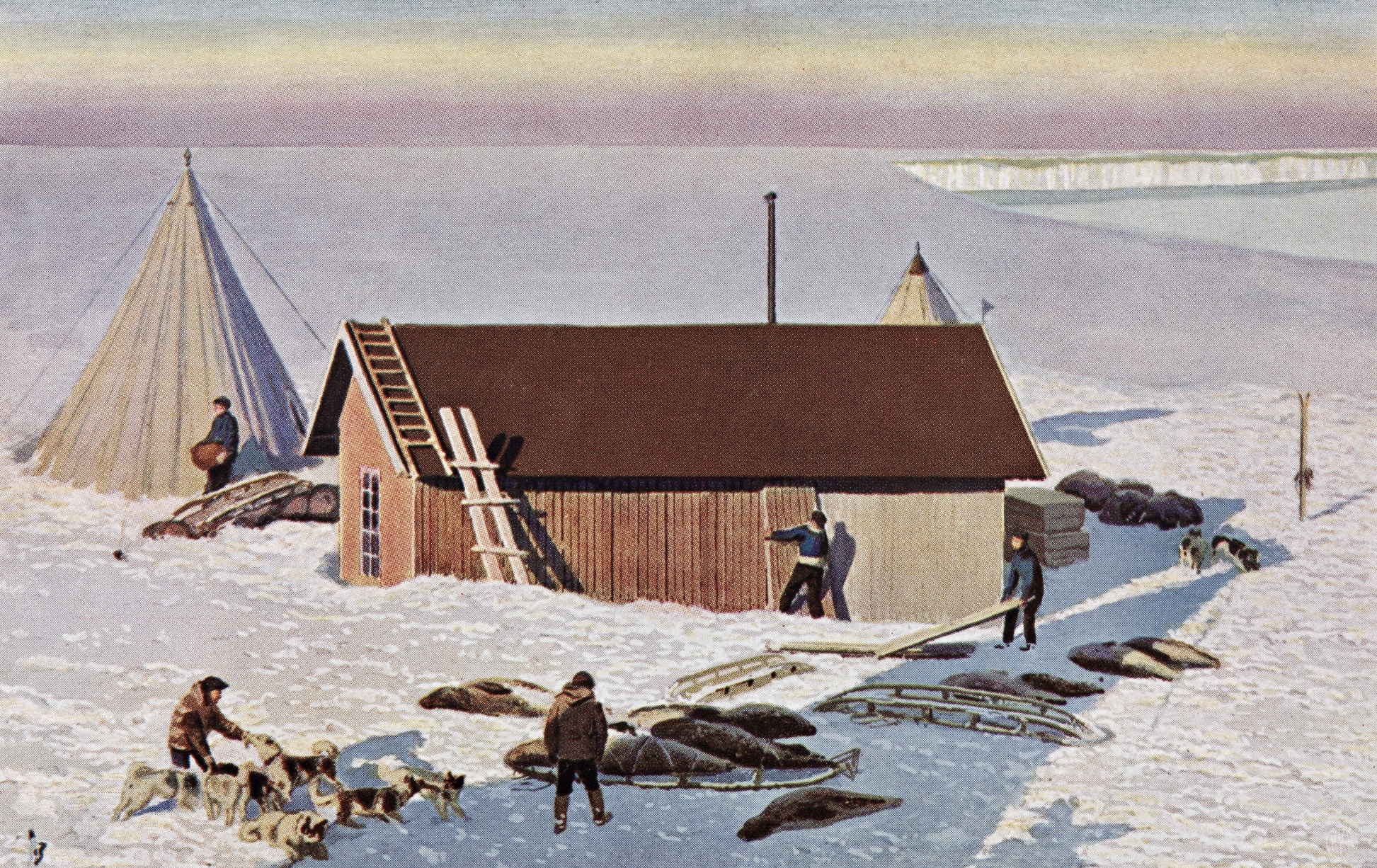
Representació de la Franheim el gener de 1911 (per Andreas Bloch)

Després d'ancorar el Fram al gel en una entrada a la cantonada sud-est de la badia, Amundsen seleccionà un lloc per a la base principal de l'expedició, a uns 3,5 km del vaixell. S'utilitzaren sis equips de gossos per moure els subministraments fins a aquell indret i començà la feina d'aixecar el campament. Bjaaland i Stubberud construïren uns profunds fonaments en el gel, anivellant la terra. Atès que el vent predominant venia de l'est, la cabana s'aixecà seguint un eix est-oest, amb la porta mirant cap a l'oest; d'aquesta manera el vent tocava només la paret oriental, més curta. El 21 de gener es col·locà el sostre, i sis dies més tard la cabana estava completa. Aleshores es transportà fins a la Franheim un gran subministrament de carns, incloent-hi 200 foques, per a consumir-lo a la base i per emportar-se'l durant viatge al pol. Es donà el nom de Framheim, «la casa del Fram», a la base.

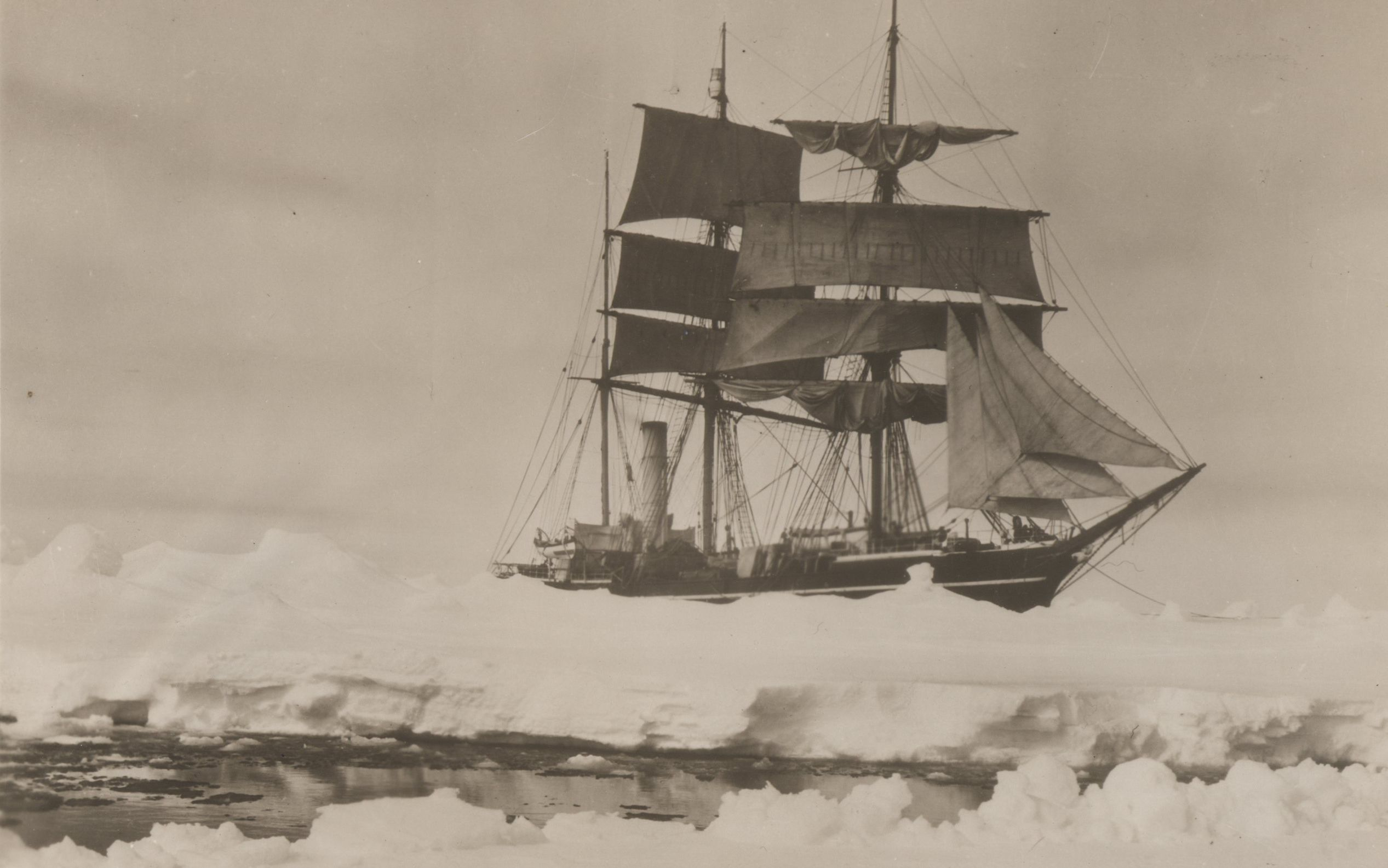
El Terra Nova navegant per l'Antàrtida.

El matí del 3 de febrer, el Terra Nova arribà inesperadament a la badia Balenes. Havia sortit de Nova Zelanda el 29 de novembre de 1910 i havia arribat a l'estret de McMurdo a principis de gener. Després de desembarcar Scott havia enviat una expedició de sis homes, dirigits per Victor Campbell, cap a l'est a la península d'Eduard VII. Aquest grup pretenia explorar aquest territori llavors desconegut, però no havia pogut acostar-se a la costa per culpa del gel. El vaixell estava navegant cap a l'oest al llarg de la vora de la barrera a la recerca d'un lloc on tocar terra quan es trobà amb el Fram. Scott havia especulat que Amundsen podria construir la base en l'àrea del mar de Weddell, en el costat oposat del continent; la prova de què els noruecs començarien el viatge cap al pol amb un avantatge de 60 milles nàutiques respecte als britànics oferia una perspectiva alarmant a Scott. Els dos grups es comportaren de manera civilitzada entre ells; Campbell i els seus oficials Harry Pennell i George Murray Levick esmorzaren a bord del Fram, i retornaren l'oferiment amb un dinar a bord del Terra Nova. Amundsen s'alegrà de comprovar que Terra Nova no tenia cap sistema de ràdio sense fils, donar que allò podria haver fet perillar la seva estratègia de ser el primer a donar les notícies d'una victòria polar. Estava preocupat, tanmateix, per un comentari de Campbell que afirmava que els trineus motoritzats de Scott estaven funcionant bé. No obstant això, oferí als britànics un lloc al costat de la Framheim com a base per l'exploració de la península d'Eduard VII. Campbell rebutjà l'oferta, i navegà cap a McMurdo per informar a Scott de la localització d'Amundsen.

### Viatges d'establiment de magatzems

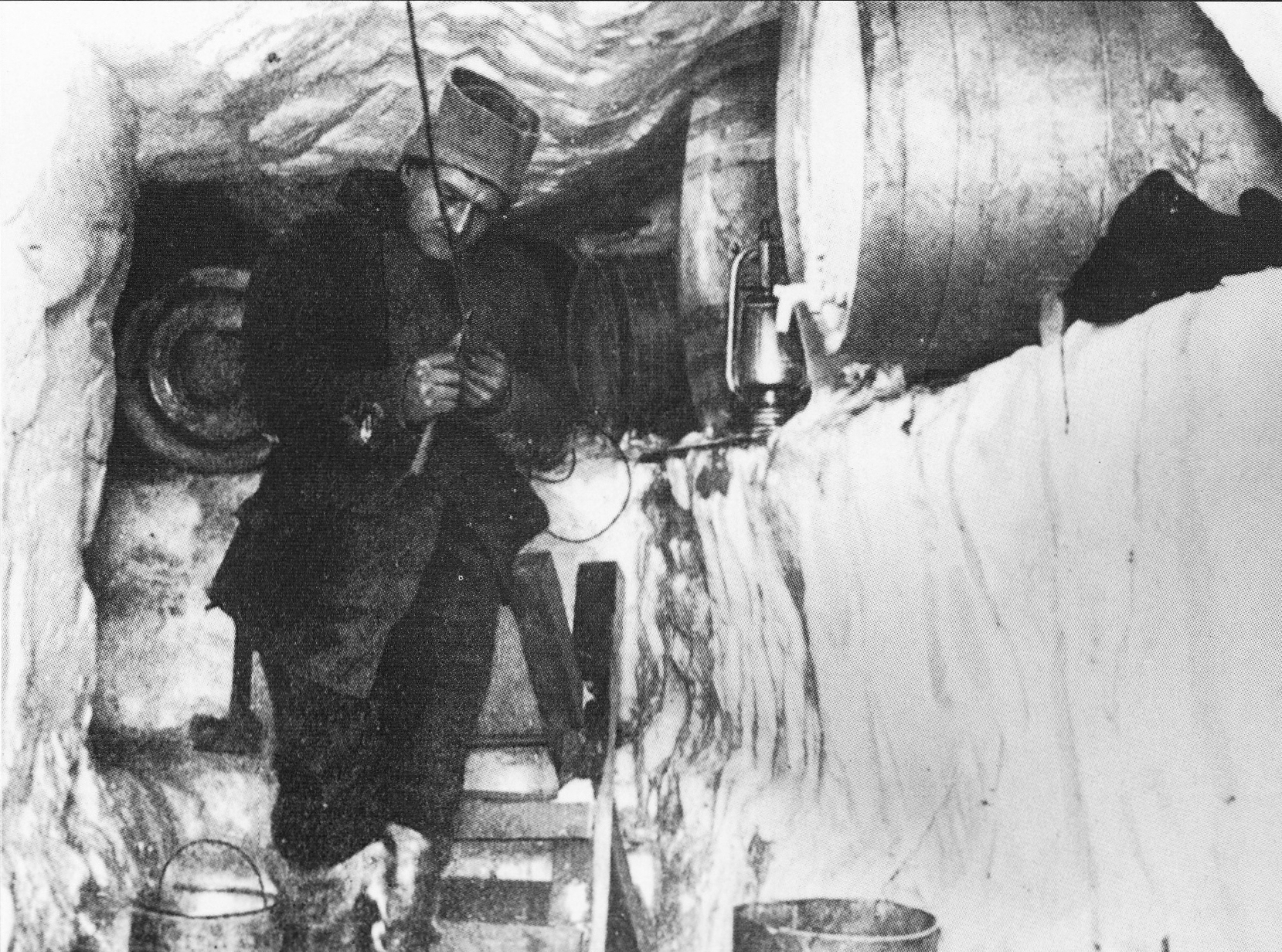
Dipòsit de combustible a l'interior de la base Franheim.

A principis de febrer Amundsen començà a organitzar els viatges d'establiment de magatzems a través de la barrera, tot preparant-se per l'assalt del següent estiu al pol. Els magatzems de subministrament disposats a intervals regulars en la ruta projectada limitarien la quantitat de menjar i combustible que l'expedició hauria de transportar. Aquests viatges serien les primeres proves veritables de l'equip, gossos i homes. Per al primer viatge, iniciat el 10 de febrer, Amundsen escollí a Prestrud, Helmer Hanssen i Johansen per acompanyar-lo; a més de 18 gossos que estirarien 3 trineus. Amundsen havia dividit l'expedició en dos equips, marítim i terrestre. L'equip marítim, sota les ordres de Nielsen, navegaria amb el Fram i els nou membres restants formarien part de l'equip terrestre: Amundsen, Prestrud, Johansen, Helmer Hanssen, Hassel, Bjaaland, Stubberud, Wisting i Lindstrøm. Abans de marxar, Amundsen deixà instruccions a Nielsen referent al destí del Fram. El vaixell hauria de navegar fins a Buenos Aires per reaprovisionar-se, abans d'emprendre un programa de treball oceanogràfic a l'oceà Antàrtic i tornar a la barrera al més aviat possible el 1912.
Quan els quatre homes començaren el viatge cap al sud, el seu únic coneixement de la barrera provenia dels llibres que els anteriors exploradors s'havien publicat, i preveien unes condicions molt dures durant el viatge. Se sorprengueren en trobar que la superfície de la barrera era molt similar a una glacera convencional; i varen recórrer uns 24 km el primer dia. Amundsen aprecià com de bé s'estaven comportant els gossos en aquestes condicions, i se sorprengué de l'aversió anglesa en l'ús de gossos a la barrera. L'expedició arribà als 80°S el 14 de febrer, i després de deixar el magatzem, tornaren a la base Framheim el 16 de febrer.
El segon viatge de disposició de magatzems sortia de la Franheim el 22 de febrer, amb vuit homes, set trineus i quaranta-dos gossos. Les condicions a la barrera havien deteriorat bruscament; les temperatures mitjanes havien baixat uns 9 °C, i la neu s'havia amuntegat sobre la superfície del gel. Sota temperatures mínimes de -40 °C,l'expedició arribà el 3 de març a la latitud 81 °S, on establiren un segon magatzem. Amundsen, Helmer Hanssen, Prestrud, Johansen i Wisting continuaren a partir d'aquí amb els gossos més forts, esperant arribar al paral·lel 83, però les difícils condicions meteorològiques els feren aturar als 82 °S el 8 de març. Amundsen veia com els gossos s'esgotaven; i l'expedició girà cua arribant a la Franheim el 22 de març. Amundsen volia transportar més subministraments cap al sud abans que la nit polar, que era imminent, fes impossible el viatge, i el 31 de març una expedició de set homes dirigits per Johansen sortia de la Framheim per arribar al magatzem del paral·lel 80 amb sis foques escorxades que els proporcionaren més de 1000 kilos de carn. L'expedició retornà l'11 d'abril, tres dies més tard de l'esperat després d'embarrancar en una zona d'escletxes.
En total, els viatges de disposició de magatzems establiren tres magatzems que contenien 3400 kg de subministraments, incloent 1300 kg de carn de foca i uns 180 litres d'oli de parafina. Amundsen havia après molt dels viatges, especialment del segon, quan veié com els gossos tenien dificultats per portar trineus massa pesats. Decidí augmentar el nombre de gossos per al viatge polar, disminuint el nombre d'homes si era necessari. Els viatges revelaren una certa falta d'unió entre els homes, especialment entre Johansen i Amundsen. Durant el viatge del segon magatzem, Johansen es queixava obertament de la poca idoneïtat de l'equip i Amundsen creia que havia desafiat la seva autoritat.

### Hivern
El sol es posà a la Franheim el 21 d'abril i no tornaria a aparèixer fins al cap de quatre mesos. Amundsen era conscient de l'avorriment i pèrdua de moral que havia arruïnat el Bèlgica durant l'hivern d'expedició en el gel, i encara que no hi havia cap possibilitat d'anar amb trineu intentà assegurar que els homes es mantinguessin ocupats. Un la tasca urgent que calia fer era de millorar els trineus, que no havien funcionat bé durant els viatges de magatzem. A més a més d'aquells escollits específicament per l'expedició, Amundsen s'havia emportat uns quants trineus de l'expedició del Fram amb Sverdrup de 1898-1902, que ara pensava que, adaptats, serien útils per a la tasca que tenien al davant. Bjaaland reduí el pes d'aquests trineus fins a gairebé un terç amb el ribot i també construí tres trineus dels nous amb fusta d'hickory. Els trineus adaptats serien utilitzats per creuar la barrera, mentre que el conjunt nou de Bjaaland s'utilitzaria en les etapes finals del viatge, a través de l'altiplà polar. Johansen preparà les racions de cada trineu (42.000 galetes 1,320 llaunes de pemmican i gairebé 100 kilos de xocolata, mentre uns altres homes es dedicaren a millorar les botes, l'equip de cocció, les ulleres i les tendes. Per tal de combatre els perills de l'escorbut, dues vegades al dia els homes menjaven carn de foca que havien recollit i congelat en grans quantitats abans del començament de l'hivern. El cuiner, Lindstrøm, complementava el consum de Vitamina C amb móres vermelles embotellades i nabius, així com amb pa integral fet amb llevat fresc, ric en Vitamina B.
Encara que Amundsen es mostrava confiat en els seus homes i el seu equip, se sentia turmentat, segons Hassel, pels trineus amb motor de Scott i la por que representessin un avantatge definitiu pels britànics. Amb aquests pensaments, Amundsen estava disposat a començar el viatge polar tan aviat com el sol sortís a finals d'agost, encara que Johansen advertia que el clima a la barrera seria massa fred. Amundsen rebutjà aquesta tesi, i a l'alba del 24 d'agost preparà set trineus. Les preocupacions de Johansen semblaven justificades, ja que les dures condicions (fins a -58 °C de mínima) els impediren sortir durant dues setmanes. El 8 de setembre de 1911, quan la temperatura augmentà fins a -27 °C Amundsen decidí que no podia esperar més, i una expedició de vuit homes marxaren; deixant Lindstrøm sol al Franheim.

## Segona estació, 1911-12

### Sortida Nul·la
L'expedició s'inicià amb bones sensacions, viatjant al voltant de 24 km cada dia. Els gossos corrien tant, que uns quants dels equips més forts se separaren, es deslligaren dels trineus i es carregaren per tal que actuessin com a llast. Amb els vestits de pells de llop i ren, els homes podrien afrontar les baixes temperatures si es continuaven movent, però que quan s'aturaven patien, i amb prou feines podien dormir a les nits. Les potes dels gossos es congelaven. El 12 de setembre, amb temperatures al voltant de -56 °C, l'expedició s'aturà després de només 6,4 km i construïren iglús a refugiar-se. Amundsen reconegué aleshores que havien començat la marxa massa d'hora i decidiren que haurien de retornar a la Framheim. Decidí no arriscar les vides dels homes per la seva tossuderia. Johansen escriví al seu diari sobre la ximpleria que li semblava haver començat prematurament un viatge tan llarg i històric, i dels perills d'una obsessió per guanyar l'expedició anglesa.
El 14 de setembre, durant la tornada a la Framheim, deixaven gran part del seu equip al magatzem de 80 °S, per alleugerir els trineus. L'endemà, amb temperatures molt baixes i vents forts, uns quants gossos moriren per congelació entre altres motius, i els que estaven massa dèbils per continuar, es posaren sobre els trineus. El 16 de setembre, a 64 km de la Framheim, Amundsen ordenava als seus homes que marxessin cap a la base tan ràpidament com fos possible. Atès que no tenia un trineu propi, pujà al de Wisting, i amb Helmer Hanssen i el seu equip marxaren endavant, deixant enrere la resta. Els tres arribaven a la Framheim després de nou hores, seguits per Stubberud i Bjaaland dues hores més tard i Hassel poc després. Johansen i Prestrud encara eren en ruta, sense menjar ni combustible. Els gossos de Prestrud havien fallat, i les potes se'ls congelaren. Arribaven a Framheim després de mitjanit, més de disset hores després de donar la volta.
L'endemà, Amundsen preguntà a Johansen per què ell i Prestrud havien arribat més tard. Johansen contestà enfadat que sentia que els havien abandonat, i reprovava el líder per deixar enrere els seus homes. Amundsen informaria més tard a Nansen que Johansen s'havia «insubordinat violentament» i que, com a resultat, se l'excloïa de l'expedició polar, que Amundsen ara reduïa a cinc. Posà a Johansen sota les ordres de Prestrud, molt més inexpert com a explorador, en una expedició que exploraria la península d'Eduard VII. També persuadí a Stubberud per anar amb ells, de manera que l'expedició polar quedava formada per Amundsen, Helmer Hanssen, Bjaaland, Hassel i Wisting.

### Viatge pel pol Sud

#### Barreres i muntanyes

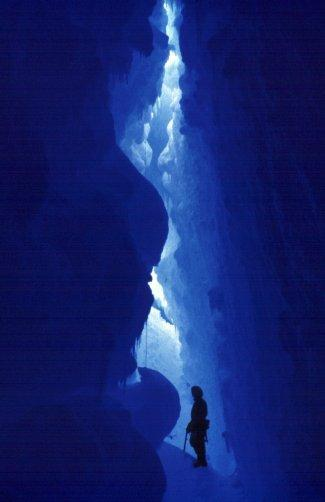
Interior d'una esquerda a l'Antàrtida.

Malgrat la seva ànsia per reiniciar el viatge, Amundsen esperà fins a mitjans d'octubre i els primers senyals de la primavera. Estava preparat per marxar el 15 d'octubre, però el mal temps el retingué durant uns quants dies més.. El 19 d'octubre de 1911 els cinc homes, amb quatre trineus i cinquanta-dos gossos, començaven el viatge. El temps empitjorà ràpidament, i degut a la densa boira l'expedició es desvià per les escletxes que Johansen havia descobert la tardor prèvia. Wisting recordaria més tard com el seu trineu, amb Amundsen a bord, gairebé caigué per una escletxa quan el pont de neu que els sostenia es trencà al seu pas.
Malgrat aquests contratemps, l'expedició cobria més de 24 km al dia, i arribà al magatzem de 82 °S el 5 de novembre. Marcaven la ruta per una línia de piles de blocs de neu a intervals d'uns cinc km. El 17 de novembre arribaven al final de la barrera i veieren per primer cop les Muntanyes Transantàrtiques. A diferència de Scott, que seguiria la ruta de la glacera Beardmore marcada per Shackleton, Amundsen havia de decidir quina ruta seguiria a través de les muntanyes. Després d'investigar els peus de les muntanyes durant uns quants dies i enfilar-se fins a alçades d'uns 450 m, l'expedició trobà el que semblava ser una ruta clara, una glacera costeruda que els portava cap a l'altiplà polar. Amundsen l'anomenà la glacera d'Axel Heiberg, un dels principals patrocinadors de l'expedició. La glacera presentava una pujada més dura del que l'equip havia previst, allargant el temps de travessa degut a la necessitat de prendre marrades, i a la neu profunda i suau. Després de tres dies de difícil escalada l'expedició arribà al cim de la glacera. Amundsen mostrava grans elogis cap als seus gossos, i menyspreava la idea que no podrien treballar en tals condicions; el 21 de novembre l'expedició viatjà 27 km i escalà més de 1500 metres.

#### Març al pol

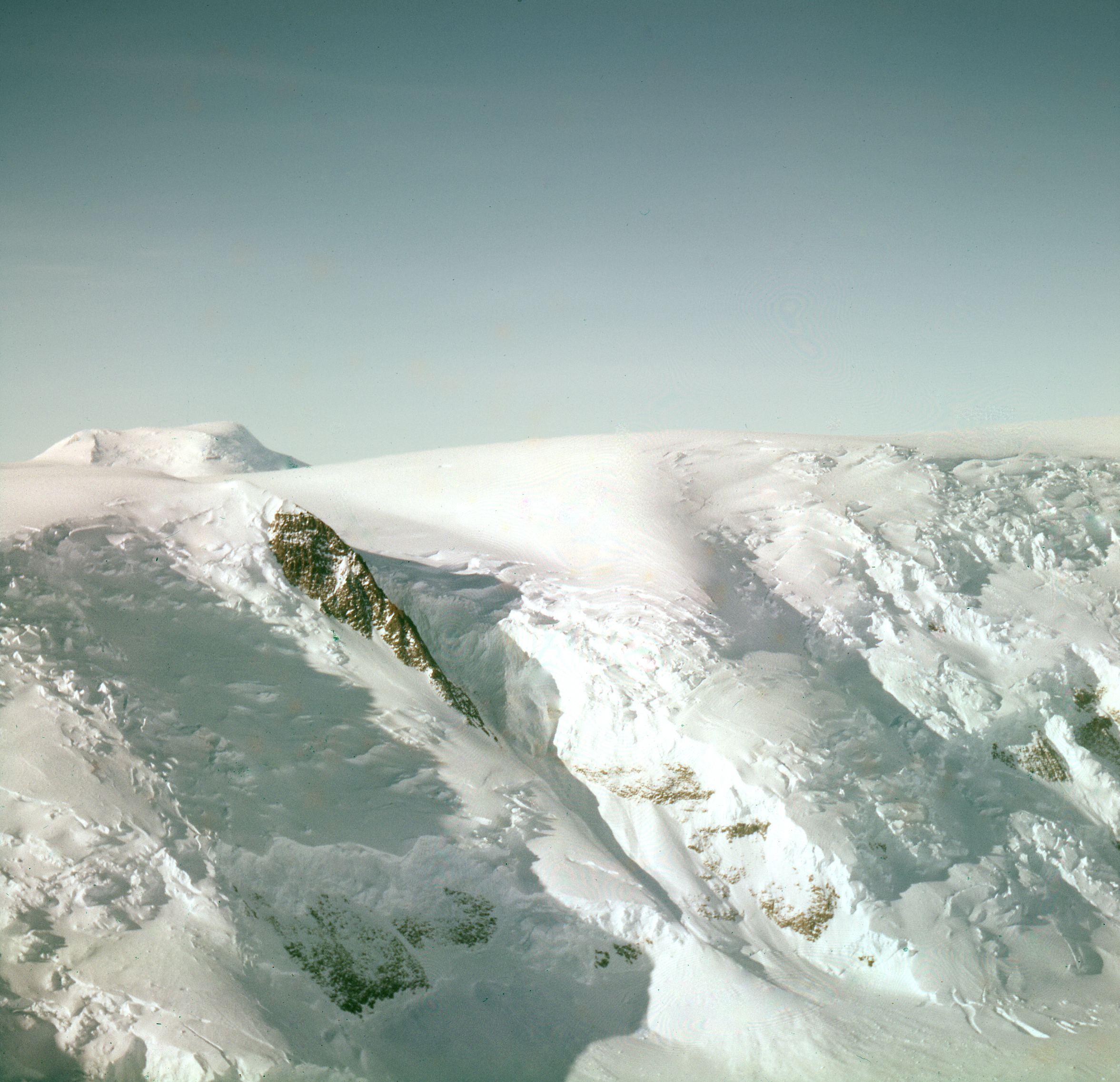
La glacera d'Axel Heiberg, ruta d'Amudsen cap a l'altiplà polar.

En arribar al cim de la glacera, a 487 metres, eren a una latitud de 85° 36′ S, i Amundsen es preparà per a l'etapa final del viatge. Dels 45 gossos que havien fet la pujada (7 havien mort en la barrera), només 18 seguirien endavant; a la resta els mataren per a obtenir menjar. Cada un dels conductors de trineus matava els gossos del seu propi equip, els arrencava la pell, i dividia la carn entre gossos i homes. «Anomenàvem al lloc la Carnisseria», recordà Amundsen. «Hi havia un ambient trist i depressiu, ja que havíem agafat estima als nostres gossos». Els remordiments no impedien, però, l'equip gaudir del menjar en abundància. Wisting resultava especialment hàbil en la preparació i presentació de la carn.
L'expedició carregà tres trineus de subministraments per a una marxa de fins a 60 dies, deixant les provisions restants i les restes dels gossos en un magatzem. El mal temps evità la sortida fins al 25 de novembre quan marxaren cautelosament sobre terreny desconegut enmig d'una boira persistent. Viatjaven sobre una superfície glacial trencada per moltes esquerdes, que juntament amb la pobra visibilitat, alentien el seu progrés. Amundsen anomenava aquesta àrea la «glacera del Diable». El 4 de desembre arribaren a una àrea on les esquerdes s'amagaven sota capes de neu i gel, cosa que provocava el que Amundsen anomenava un so «desagradablement buit» mentre l'expedició hi passava per sobre. Anomenà a aquesta zona «La Sala de Ball del Diable». Quan posteriorment aquell mateix dia arribaren a una zona de terra sòlid eren al paral·lel 87° S.
El 8 de desembre els noruecs passaven pel punt establert per Shackleton com el Sud més llunyà als 88° 23′ S. A mesura que s'acostaven al pol, buscaven qualsevol marca en el paisatge, elements que indiquessin que una altra expedició ja havia arribat a aquell punt. Mentre acampaven el 12 de desembre s'alarmaren momentàniament per un objecte negre que apareixia en l'horitzó, però més tard s'adonaren que es tractava de les restes dels seus propis gossos, augmentades pel miratge. L'endemà acamparen a 89° 45′ S, a uns 24 km del pol. L'endemà, 14 de desembre de 1911, d'acord amb els seus camarades, Amundsen viatjà davant dels trineus, i a al voltant de les 3:00pm l'expedició arribava a les proximitats del pol Sud. Allà hissaren la bandera noruega i batejaren el planell polar com la «Plataforma del Rei Haakon». Amundsen ironitzà més tard sobre la seva victòria: «Mai un home no ha aconseguit un objectiu tan diametralment oposat als seus desitjos. L'àrea al voltant del pol Nord m'havia fascinat des de la infantesa, i ara sóc al pol Sud. Pot haver-hi quelcom més estrany?»
Durant els tres dies següents els homes treballaven per establir la posició exacta del pol; després de les conflictives disputes entre Cook i Peary al Nord, Amundsen volia deixar marcadors inconfusibles per Scott. Després de prendre diverses lectures amb sextants a diferents moments del dia, Bjaaland, Wisting i Hassel esquiaren en direccions diferents per «encaixar» el pol; Amundsen raonava que com a mínim un d'ells creuaria el punt exacte. Finalment l'expedició plantà una tenda, que anomenaren polheim, tan a prop com els fou possible del pol real calculat a partir de les seves observacions. A la tenda, Amundsen hi deixà equipament per a Scott, i una carta que s'adreçava al Rei Haakon i que demanava a Scott que li fes arribar.

#### Retorn a laFramheim

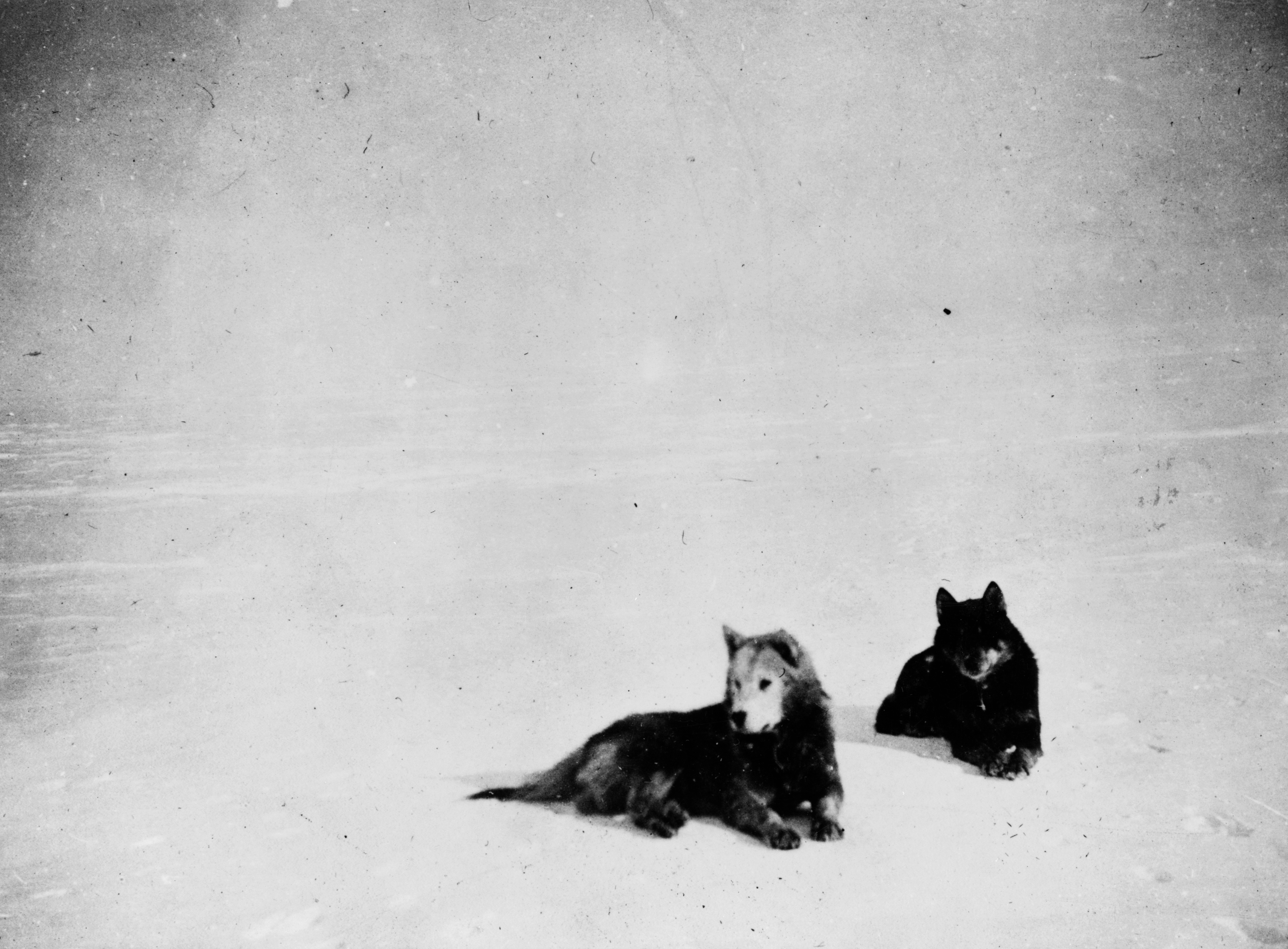
Dos dels gossos utilitzats en l'expedició.

El 18 de desembre, l'expedició començà el viatge de tornada a la Framheim. Amundsen estava determinat a tornar a la civilització abans que Scott, i ser el primer a portar les notícies. No obstant això, limitava les seves distàncies diàries a 15 milles (uns 24 km) per conservar la força de gossos i homes. En les jornades de llum diürna de 24 hores, l'expedició viatjava durant la nit nocional, per mantenir el sol a l'esquena i reduir així el perill de ceguesa per la neu. Guiat per les marques que havien deixat en el viatge d'anada, arribaren al magatzem que havien anomenat «Carnisseria» el 4 de gener de 1912, i començaren el descens per la barrera. Els homes amb esquís descendien ràpidament però per a Helmer, Hanssen i Wisting que conduïen els trineus el descens era precari, ja que els trineus eren difícils de maniobrar, i calgué afegir-los uns frens per permetre aturades ràpides quan es trobaven amb esquerdes.
El 7 de gener, l'expedició arribava al primer dels magatzems de la barrera. Amundsen decidí en aquest punt que podien accelerar el seu pas i els homes adoptaren una rutina de caminar 15 milles (uns 24 km), aturar-se sis hores i reprendre la marxa D'aquesta manera cobrien al voltant de 50 km diaris i el 25 de gener, a les 4 a.m. arribaren a la Framheim. Dels 52 gossos que hi havia a l'octubre, 11 havien sobreviscut, estirant 2 trineus. El viatge al pol i la tornada havien durat 99 dies (10 menys dels previstos) i havien recorregut gairebé 3000 km.

#### Informant al món
En el retorn a la Framheim, Amundsen no perdé temps desmantellant l'expedició. Després d'un sopar de comiat a la cabana, l'expedició carregava els gossos que sobrevivien i l'equip més valuós a bord del Fram, que marxava de la badia Balenes en les últimes hores del 30 de gener de 1912. La destinació era Hobart a Tasmània. Durant el viatge de cinc setmanes Amundsen preparà els seus telegrames i redactà el primer informe que donaria a la premsa. El 7 de març, el Fram arribà a Hobart, on Amundsen s'assabentà de seguida que no hi havia notícies de Scott. Immediatament envià telegrames al seu germà Leon, a Nansen i al Rei Haakon, informant-los breument del seu èxit. L'endemà enviava un gir telegràfic amb el primer informe complet de la història al Daily Chronicle de Londres, al qual havia venut els drets exclusius de l'expedició. El Fram romangué a Hobart durant dues setmanes; on es trobà amb el vaixell de Douglas Mawson Aurora, al servei de l'Expedició Antàrtida d'Australàsia. Amundsen els regalà 21 dels gossos que sobrevisqueren a l'expedició.

## Conseqüències

### Reaccions contemporànies

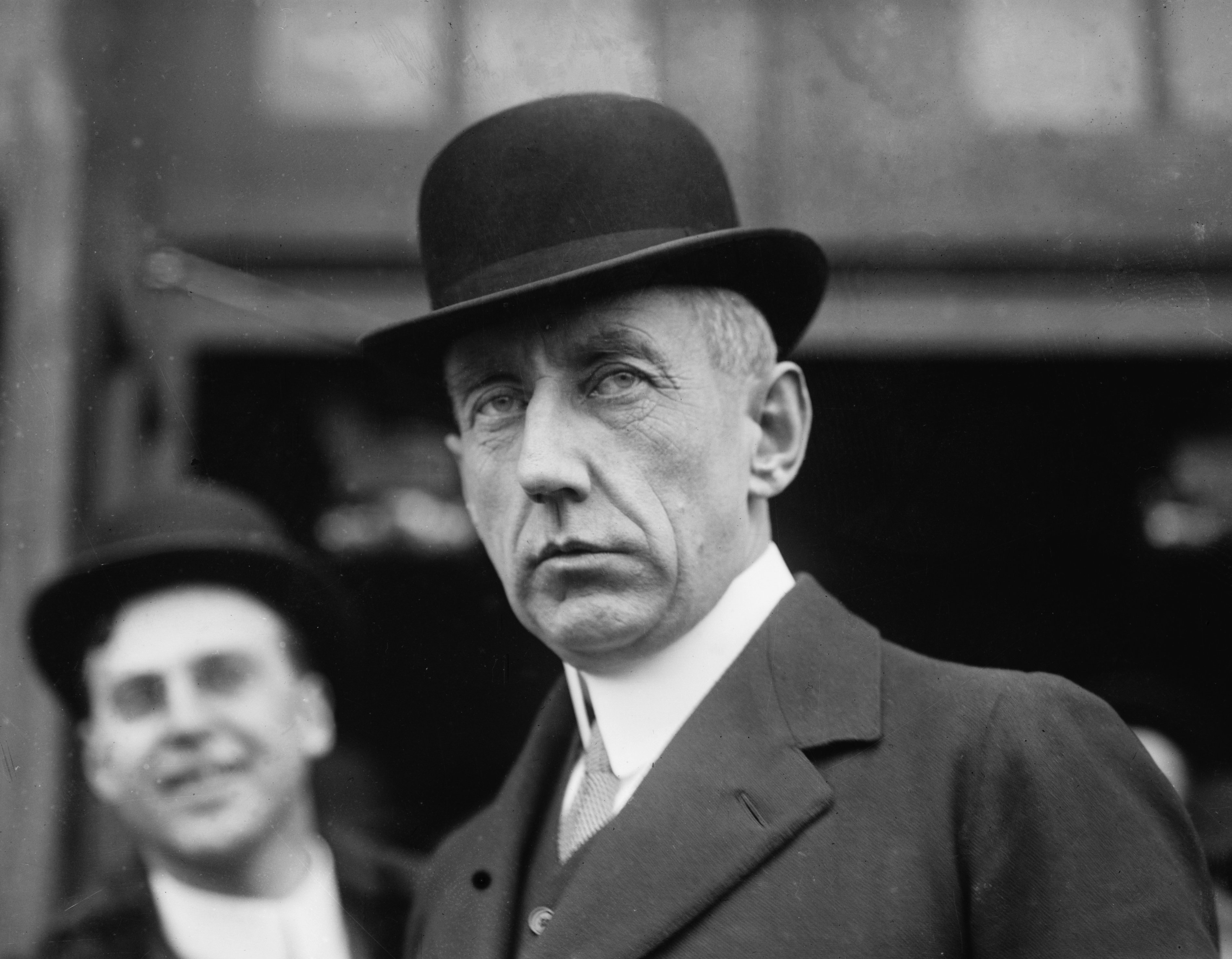
Roald Amundsen el 1913.

A Hobart, Amundsen rebé telegrames d'enhorabona, entre d'altres, de l'ex-president dels Estats Units Theodore Roosevelt i de Jordi V del Regne Unit. El rei expressava la seva gratitud pel fet que el primer port on Amundsen atraqués en el seu retorn fos a l'Imperi Britànic. A Noruega les notícies es proclamaven en grans titulars i la bandera nacional s'onejava per tot el país. Tots els participants de l'expedició reberen la medalla noruega del pol Sud (Sydpolsmedaljen), establerta pel Rei Haakon per commemorar l'expedició. Tanmateix, Roland Huntford, el biògraf d'Amundsen es refereix al «calfred sota les aclamacions»; una opinió residual que discutia la tàctica d'Amundsen. Un diari noruec expressà el seu alleujament pel fet que Amundsen hagués trobat una ruta nova i no hagués entorpit el camí de Scott des de l'estret McMurdo.
A la Gran Bretanya, la reacció de la premsa a la victòria d'Amundsen es refrenava però era generalment positiva. A part dels informes entusiastes del Daily Chronicle i de l'Illustrated London News -que tenien interessos econòmics en l'expedició d'Amundsen- el Manchester Guardian remarcà que qualsevol causa de retret era destruïda pel valor i determinació dels noruecs. Els lectors del Young England Magazine eren exhortats a no envejar «el valent nòrdic» i l'honor que s'havia guanyat i el The Boy's Own Paper suggerí que tots els joves britànics haurien de llegir l'informe de l'expedició d'Amundsen. El corresponsal del The Times criticà lleument a Amundsen per la seva inoperància en informar Scott fins que fou massa tard perquè aquest últim respongués, «encara més innecessari, perquè ningú no hauria agraït més la cooperació en la feina d'exploració del pol Sud que el Capità Scott... Tanmateix, ningú que conegui el Capità Amundsen no pot tenir cap dubte de la seva integritat i, ja que manifesta que ha arribat al pol estem obligats a creure'l».
Mandataris de la Royal Geographical Society expressaren sentiments més hostils, com a mínim privadament. Per a ells, la proesa d'Amundsen era el resultat del «joc brut». Markham insinuava que la reclamació d'Amundsen podria ser fraudulenta: «Per saber la veritat haurem d'esperar fins al retorn del Terra Nova. Quan més tard el 1912 Amundsen s'adreçà a la RGS se sentí menyspreat quan Lord Curzon, el president de la Societat, demanà jocosament «tres hurres pels gossos». Shackleton no participà en la denigració de la victòria d'Amundsen, i es referí a ell com «potser l'explorador polar més gran dels nostres dies». Abans d'assabentar-se de les notícies de la mort del seu marit, Kathleen Scott admetia que el viatge d'Amundsen «era una proesa molt aguda... malgrat la irritació personal cal admirar-la».

### La tragèdia de Scott

Expedicions d'Amundsen i de Scott en la seva expedició al pol Sud.

Amundsen deixava Hobart per emprendre una sèrie de conferències per Austràlia i Nova Zelanda. Llavors se n'anà a Buenos Aires on completà la gira post-expedició. Quan arribà a Noruega supervisà la publicació del seu llibre, llavors visità la Gran Bretanya abans d'embarcar-se en un llarg cicle de conferències pels Estats Units. Al febrer de 1913, mentre era a Madison (Wisconsin), rebé les notícies del fet que Scott i els seus quatre camarades havien arribat al pol el 17 de gener de 1912, però que havien mort el 29 de març durant el viatge de tornada. Els cossos de Scott, Wilson i Bowers s'havien descobert el novembre de 1912, després del final de l'hivern Antàrtic. En la seva resposta inicial, Amundsen comentà que les notícies eren «Horribles, horribles». En el seu homenatge formal afirmà: «El capità Scott deixava una fita, per a l'honradesa, per a la sinceritat, per a la valentia, per tot allò que constitueix un home».
Segons Huntford, les notícies de la mort de Scott significaven que «Amundsen el victoriós es veié eclipsat ... per Scott el màrtir». Al món angloparlant es desenvolupà ràpidament un mite en el qual Scott es descrivia com una persona que s'havia comportat noblement i sense jugar brut i que se l'havia derrotat perquè, per contrast, Amundsen era un mer buscador de glòria que havia amagat les seves intencions veritables, havia utilitzat gossos en lloc de confiar simplement en els seus homes i finalment havia matat aquests mateixos gossos per a menjar-se'ls. A més, se'l considerava un «professional» que, en la manera de pensar de la classe alta de la Gran Bretanya d'aquell temps, treia mèrit a tot allò que pogués haver acomplert. El mite es veia fortament reforçat amb la publicació dels diaris de Scott i el seu «Missatge al Públic». Huntford assenyala que «el talent literari de Scott fou la seva victòria. Era com si hagués ressorgit de la seva tomba i s'hagués cobrat venjança» Tot i això, entre els exploradors el nom d'Amundsen es continuava respectant. En la seva narració de l'Expedició Terra Nova escrita uns quants anys més tard, el camarada de Scott, Apsley Cherry-Garrard, escrigué que la raó primària de l'èxit d'Amundsen eren «les seves molt notables qualitats», específicament el seu valor decidint descobrir una ruta nova en lloc de seguir el camí conegut.

### Altres mèrits de l'expedició

#### Ruta Oriental
El 8 de novembre de 1911, Prestrud, Stubberud i Johansen havien marxat cap a la Terra d'Eduard VII. La cerca del punt en el qual el gel sòlid de la barrera es convertia en terra coberta de gel fou difícil. L'1 de desembre l'expedició trobà per primer cop el que indubtablement era terra seca seca, Scott documentà un nunatak durant l'Expedició Discovery el 1902. Després d'arribar a aquest punt es recolliren espècimens geològics i mostres de molses i s'exploraren breument els seus voltants abans de retornar a la Framheim el 16 de desembre. Foren els primers homes a trepitjar la Terra d'Eduard VII.

#### ElFrami elKainan Maru
Després de marxar de la badia Balenes 15 de febrer de 1911 el Fram arribà a Buenos Aires el 17 d'abril. Aquí, Nilsen s'assabentava que els fons de l'expedició estaven esgotats i que no s'havia materialitzat una suma suposadament apartada per a les necessitats del vaixell. Afortunadament, l'amic d'Amundsen, Pedro Christopherson, complí la seva promesa de proporcionar-los subministraments i carburant. El Fram marxà el juny per a fer un creuer oceanogràfic entre l'Amèrica del Sud i l'Àfrica, que els ocupà durant els tres mesos següents. El vaixell tornà a Buenos Aires al setembre on tornà a reparar-se i reproveïr-se, abans de navegar cap al sud el 5 d'octubre. Els forts vents i els mars tempestuosos prolongaven el viatge, però el vaixell arribà a la badia Balenes el 9 de gener de 1912. El 17 de gener l'aparició d'un segon vaixell sorprengué els homes de la Framheim. Es tractava del Kainan Maru, que portava l'Expedició Japonesa de l'Antàrtic encapçalada per Nobu Shirase. La comunicació entre les dues expedicions era limitada per les dificultats lingüístiques, encara que els noruecs deduïen que els japonesos es dirigien a la Terra d'Eduard VII. El Kainan Maru marxà l'endemà, i el 26 de gener desembarcà una expedició en la Terra d'Eduard VII. Aquest fou el primer cop que una expedició desembarcava a aquesta costa des del mar, ja que els intents del RSS Discovery (1902), el Nimrod (1908) i el Terra Nova (1911) havien fracassat.

### Perspectiva Històrica

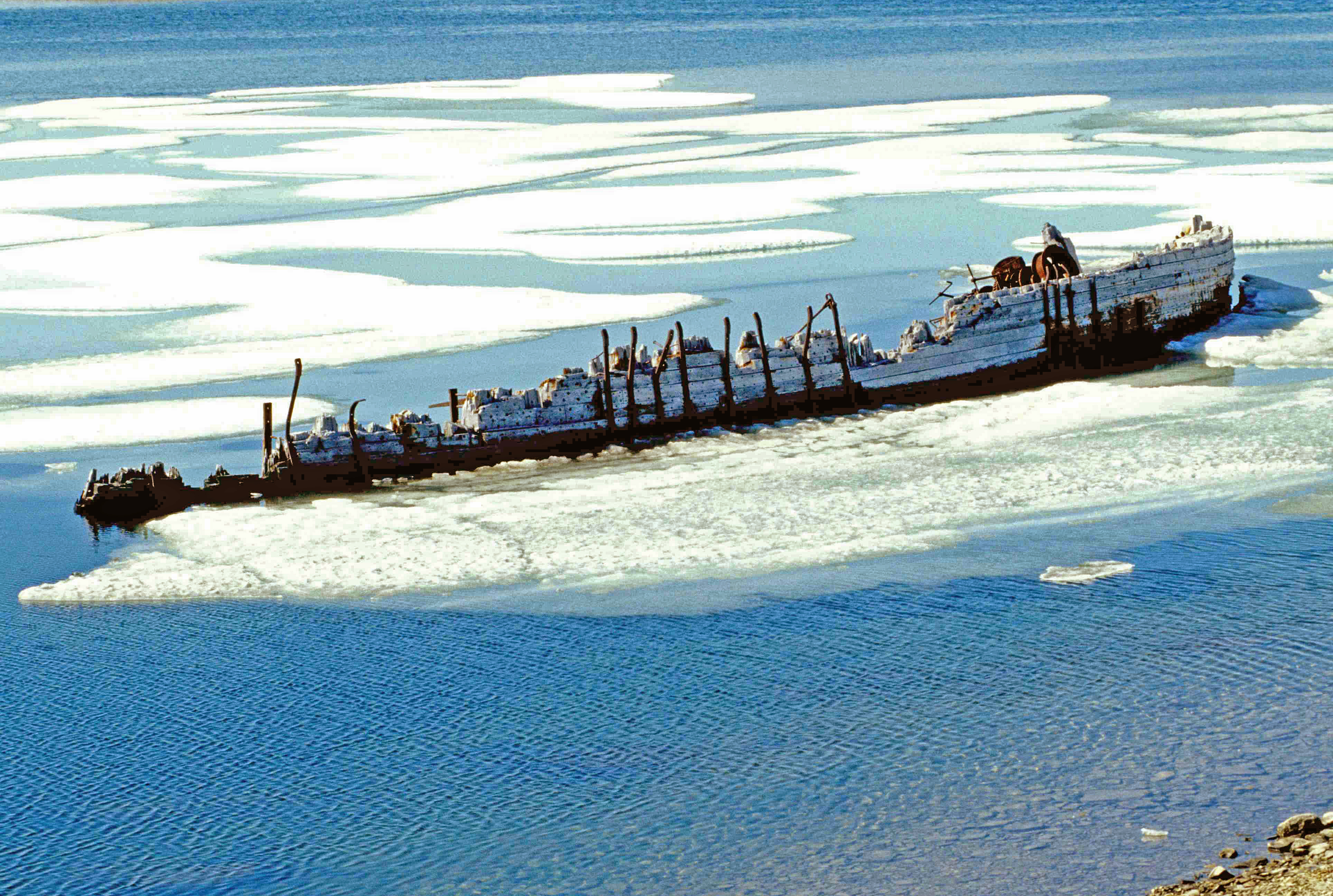
Les restes de l'últim vaixell d'Amundsen el Maud, a la badia de Cambridge, on s'enfonsà el 1930.

L'esclat de la Primera Guerra Mundial el 1914 retardava el començament de l'expedició al pol Nord que Amundsen pretenia fer seguint els seus plans originals d'abans de decidir dirigir-se al sud. No pogué salpar fins al 1918. Utilitzà un vaixell especialment construït, el Maud, que romangué en aigües de l'Àrtic durant set anys. El vaixell no arribà al pol Nord, encara que durant l'expedició es convertí en el segon vaixell en travessar el pas del Nord-oest. Amundsen abandonà l'expedició el 1923; i durant els últims anys de la seva vida es dedicà a exploració polar des de l'aire. El 12 de maig 1926, des del dirigible Norge (nòrdic) amb Lincoln Ellsworth i Umberto Nobile, Amundsen sobrevolava pol Nord. Ell i Wisting, que també era a bord, foren els primers homes a veure els dos pols. El 1928, mentre intentava rescatar una altra expedició, Amundsen desapareixia amb la seva aeronau en el mar entre Noruega i Spitsbergen.
Als quatre homes que havien estat arribat al pol amb Amundsen se'ls demanà que acompanyessin el seu líder a bord del Maud. Bjaaland i Hassel declinaren l'oferta i cap dels dos participà mai més en exploracions polars. Helmer, Hanssen i Wisting s'uniren al Maud. Aquest últim es faria càrrec de l'expedició quan Amundsen l'abandonà. El 1936 Wisting capitanejà el Fram en el viatge final del vaixell a Oslo, on es convertiria en un museu. Johansen, que havia estat incapaç d'acostumar-se a la vida normal després de retornar de l'Antàrtida, es tornà retirat i reservat. Es negava a parlar de les seves experiències o la seva disputa amb Amundsen i es retirà a una vida de depressió i pobresa. El 4 de gener de 1913 se suïcidà disparant-se en el seu apartament d'Oslo.
El mite de Scott durà fins al final del primer quart del segle xx, quan es canvià per una caracterització com un «potiner heroic» el fracàs del qual era en gran part el resultat de les seves pròpies equivocacions. Aquest retrat, segons afirma l'historiador polar Stephanie Barczewski, és tan fal·laç com el primer en el qual se'l considerava més enllà de tota crítica. A principis del segle xx, els escriptors suggeriren més explicacions raonades per la tragèdia Scott que la seva pròpia incompetència i la seva reputació ha estat, en certa manera, rehabilitada. Aquest punt de vista renovat en la figura de Scott també ha subratllat les consecucions d'Amundsen: Barczewski escriu que «Amundsen i els seus homes arribaven al pol a causa d'una combinació de magnífica planificació, de la seva llarga experiència amb gossos de trineus i esquís i de forma física». En la seva narració de l'expedició de Scott, Diana Preston és igualment específica identificant la base de l'èxit d'Amundsen. «Ell se centrava en l'objectiu únic d'arribar al pol, mentre que Scott havia de conciliar tendències d'exploració geogràfica i coneixement científic. Com a professional pràctic i experimentat, Amundsen planejava prudentment i aplicava totes les lliçons que havia après a l'Àrtida... confiava exclusivament en mitjans de transport ben provats i explotava fredament les seves reserves de menjar. Era igualment eficient i fred en la direcció dels seus homes». La base científica dels Estats Units en el pol Sud, fundada el 1957, s'anomena Base Amundsen-Scott en memòria dels dos pioners polars.